# Chileutomia
Genre
Chileutomia est un genre de mollusques gastéropodes de la famille des Eulimidae. Les espèces rangées dans ce genre sont marines et parasitent des échinodermes ; l'espèce type est le taxon éteint Chileutomia subvaricosa.

## Liste d'espèces
Selon World Register of Marine Species (17 janvier 2021) :
- Chileutomia miranda (Dautzenberg, 1925)
- Chileutomia neozelanica Powell, 1940
- Chileutomia paulensis Lozouet, 1999 †
- Chileutomia pontilevensis (de Morgan, 1916) †
- Chileutomia subvaricosa Tate & Cossmann, 1898 †